# Niphoparmena cylindrica
Niphoparmena cylindrica är en skalbaggsart som först beskrevs av Stefan von Breuning 1940.  Niphoparmena cylindrica ingår i släktet Niphoparmena och familjen långhorningar. Inga underarter finns listade i Catalogue of Life.